# 比尔施泰特
比尔施泰特是德国下萨克森州的一个市镇。总面积25.57平方公里，总人口734人，其中男性386人，女性348人（2011年12月31日），人口密度29人/平方公里。